# Earl of Denbigh

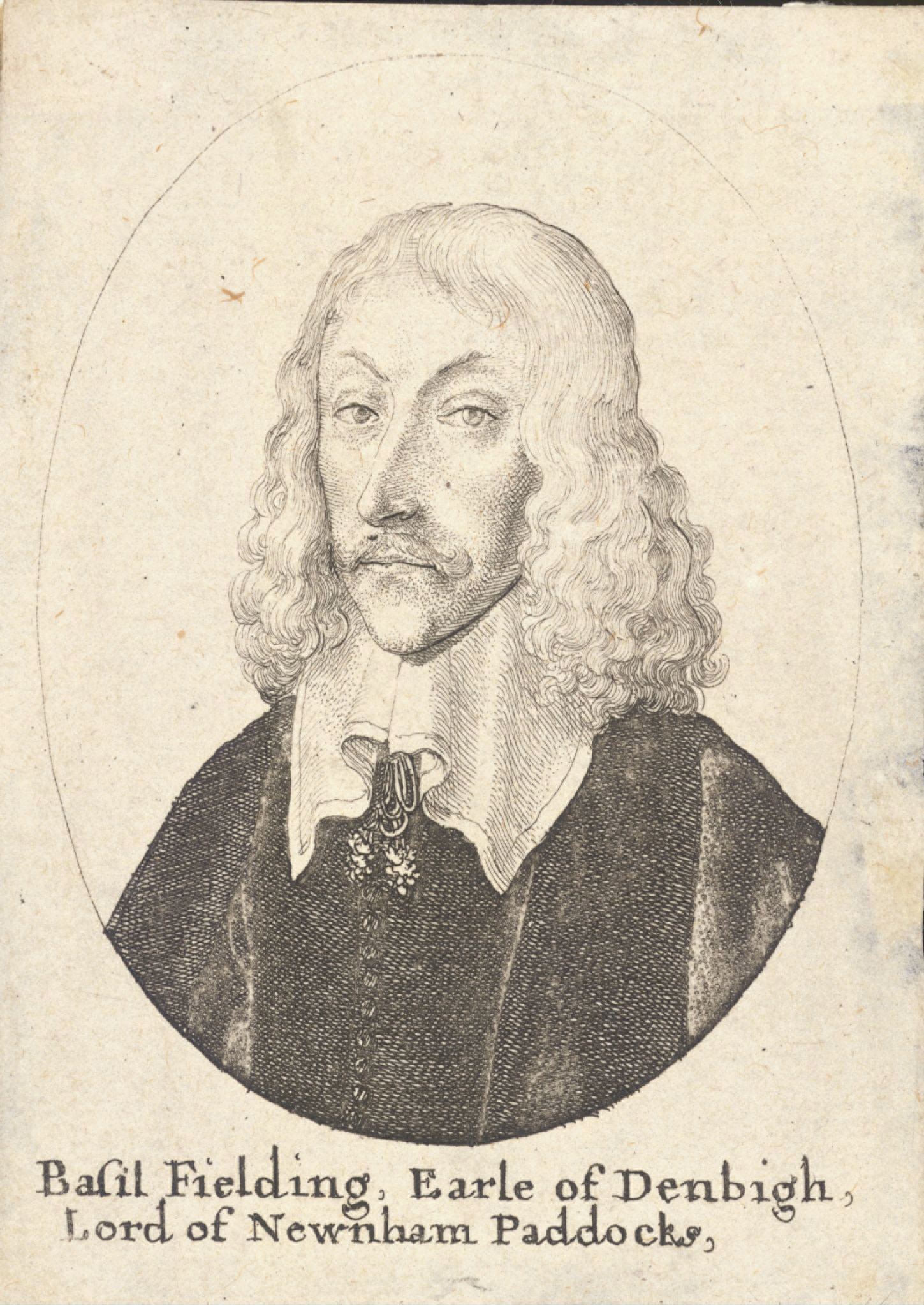
Basil Feilding, 2. Earl of Denbigh

Wappen der Earls of Debingh

Earl of Denbigh ist ein erblicher britischer Adelstitel in der Peerage of England.
Familiensitz dieser Earls ist Newnham Paddox in Monks Kirby bei Rugby in Warwickshire.

## Verleihungen und weitere Titel
In erster Verleihung wurde der Titel am 14. September 1622 für William Feilding, 1. Viscount Feilding geschaffen. Bereits am 30. Dezember 1620 waren ihm die Titel Viscount Feilding und Baron Feilding, of Newnham Paddox in the County of Warwick verliehen worden.
Dem 2. Earl wurde am 2. Februar 1664 zudem der Titel Baron St. Liz in der Peerage of England verliehen, mit dem besonderen Zusatz, dass der Titel auch an die männlichen Nachkommen seines Vaters vererbbar sei.
Der spätere 3. Earl erbte 1666 von seinem Vater, George Feilding, einem jüngeren Bruder des 2. Earls, den diesem am 28. Oktober 1628 verliehenen Titel Earl of Desmond, sowie die diesem am 7. November 1622 verliehenen Titel Viscount Callan, of Callan in the County of Kilkenny, und Baron Fielding, of Lecaghe in the County of Tipperary. Alle drei Titel gehören zur Peerage of Ireland.

## Earls of Denbigh (1622)
- William Feilding, 1. Earl of Denbigh (1582–1643)
- Basil Feilding, 2. Earl of Denbigh (1608–1675)
- William Feilding, 3. Earl of Denbigh, 2. Earl of Desmond (1640–1685)
- Basil Feilding, 4. Earl of Denbigh, 3. Earl of Desmond (1668–1717)
- William Feilding, 5. Earl of Denbigh, 4. Earl of Desmond (1697–1755)
- Basil Feilding, 6. Earl of Denbigh, 5. Earl of Desmond (1719–1800)
- William Feilding, 7. Earl of Denbigh, 6. Earl of Desmond (1796–1865)
- Rudolph Feilding, 8. Earl of Denbigh, 7. Earl of Desmond (1823–1892)
- Rudolph Feilding, 9. Earl of Denbigh, 8. Earl of Desmond (1859–1939)
- William Feilding, 10. Earl of Denbigh, 9. Earl of Desmond (1912–1966)
- William Feilding, 11. Earl of Denbigh, 10. Earl of Desmond (1943–1995)
- Alexander Feilding, 12. Earl of Denbigh, 11. Earl of Desmond (* 1970)

Titelerbe (Heir Apparent) ist der Sohn des aktuellen Titelinhabers, Peregrine Feilding, Viscount Feilding (* 2005).